# Яннік Гут
Яннік Гут (нім. Jannik Huth; нар. 15 квітня 1994, Бад-Кройцнах) — німецький футболіст, воротар клубу «Фрайбург».
У 2016 році залучався до складу олімпійської збірної Німеччини але не провів жодного матчу.

## Клубна кар'єра
Народився 15 квітня 1994 року в місті Бад-Кройцнах. Вихованець місцевого футбольного клубу «Бінген» та «Майнц 05.
У дорослому футболі дебютував 2013 виступами за другу команду клубу «Майнц 05», а 2015 року дебютував і в основному складі команди, кольори якої захищав до літа 2019 року. 
2018 рік на правах оренди відіграв за «Спарту» (Роттердам).
Влітку 2019 уклав трирічний контракт з німецьким клубом «Падерборн 07».
3 червня 2024 року перейшов до клубу «Фрайбург».

## Виступи за збірні
Протягом 2015 року залучався до складу молодіжної збірної Німеччини. На молодіжному рівні зіграв у 2 офіційних матчах.
2016 року захищав кольори олімпійської збірної Німеччини. У складі збірної — учасник футбольного турніру на Олімпійських іграх 2016 року у Ріо-де-Жанейро.